# Un mundo raro
Un Mundo RaЯo (2001) és una pel·lícula mexicana, produït pel Consejo Nacional para la Cultura y las Artes (CONACULTA), Difusión Cultural UNAM, l'Instituto Mexicano de Cinematografía (IMCINE), el Centro Universitario de Estudios Cinematográficos (CUEC) i el Fondo para la Producción Cinematográfica de Calidad amb suport de la Universitat Nacional Autònoma de Mèxic de l'any 2001. És la opera prima del director Armando Casas.

## Sinopsi
Un mundo raro és una paròdia sobre el món de la televisió i el crim organitzat a Mèxic. El títol és una referència a una cançó del cantant mexicà José Alfredo Jiménez. La pel·lícula fa referències una miqueta burletes a la policia mexicana, la burocràcia, al crim i a les telenovel·las de l'actriu Thalía Sodi.
Aquesta pel·lícula relata la història d'Emilio, un jove mexicà que somia amb ser còmic. Ell, el seu germà i els seus amics es dediquen al segrest en taxis. Un dia segresten a Tolín, un conductor de televisió. La trobada d'Emilio i Tolín deslliga la trama, perquè Emilio veu aquest segrest com la seva oportunitat de saltar a la fama.

## Repartiment
- Víctor Hugo Arana.... Emilio
- Emilio Guerrero.... Salvador, Tolín
- Ana Serradilla.... Dianita
- Jorge Sepúlveda.... Pancho
- Juan Carlos Vives.... Tito
- Anilú Pardo.... Norma
- Jorge Zárate…. Cayubas
- Tomihuatzi Xelhuantzi….Oso
- Raúl Adalid …. Pollo
- Gastón Melo.... Óscar, el productor
- Manuel Sevilla…. Canito
- Amara Villafuente.... Pilar
- Hugo Álvarez…. taxista
- Teresa Lagunas…. Carmelita
- Adrián Lafán…. vestuarista
- Mónica Huerta.... maquillista
- Rhual Rogers…. Campillo
- Rafael Tonatiuh…. guionista
- Ernesto Godoy…. yuppie
- Antonio Monroy.... amic de la família
- Fello Eliel…. secretari del ministeri públic
- Mónica Dossetti.... actriu de televisió
- Carlos Monsiváis.... aparició especial

## Recepció
Va competir en els festivals de Nova York, Los Angeles, Sant Diego, San José i, a l'Argentina, en el Festival de Cinema de Mar del Plata. La seva estrena comercial va tenir lloc al gener de 2002, presentant-se en 60 sales. Va causar controvèrsia pel supòsit semblant amb la vida del presentador Paco Stanley, la qual cosa va ser negada pels creadors.

## Premis
- XLIV edició dels Premis Ariel: Premi Ariel a la millor coactuació masculina (Jorge Sepúlveda).[4]
- Diosas de Plata 2001: Millor opera prima (Armando Casas) i Millor Actor (Emilio Guerrero).[5]
- Festival Internacional de Cinema de Guadalajara: Premi de la Crítica